# Waldorfsallad
Waldorfsallad är en sallad med ingredienserna selleri, äpple, vindruvor, majonnäs och hasselnötter eller valnötter.
Salladen har fått sitt namn efter lyxhotellet Waldorf-Astoria i New York, där den serverades första gången på 1920-talet och serveras än i dag.
I Sverige görs rätten ofta med rotselleri (ibland kompletterat med blekselleri). I ursprungsreceptet är det dock endast blekselleri som ingår. 
Waldorfsallad kan serveras ensamt eller till exempel tillsammans med skinka.